# Lâna
Lâna este un film românesc din 2004 regizat de Isabela Petrașincu.